# Boulogne Sur Mer (Argentine)
Pour les articles homonymes, voir Boulogne.
Ne doit pas être confondu avec Boulogne-sur-Mer.
Boulogne Sur Mer est une localité d'Argentine située dans le département (partido) de San Isidro, dans le Grand Buenos Aires.

## Géographie
Boulogne Sur Mer est située à 16 km au nord-ouest de Buenos Aires. Elle est traversée par la RN9 qui relie la capitale à Rosario et Córdoba. Elle est desservie par une gare ferroviaire sur la ligne Belgrano Norte.

## Histoire
En 1806, lors des invasions britanniques, les troupes qui marchaient sur Buenos Aires sous le commandement de Jacques de Liniers (aussi connu sous le nom de Santiago de Liniers) s'assemblèrent sur le territoire de la commune près de la ferme Márquez, afin de libérer la région des troupes britanniques. Par la suite, cette zone conserva longtemps son caractère rural. En 1912, l'arrivée du chemin de fer accéléra son développement industriel.
Son nom est un hommage à la ville portuaire française de Boulogne-sur-Mer (mais sans les tirets ce qui permet de la différencier graphiquement) où mourut en exil en 1850 le général José de San Martín, héros de l'indépendance argentine.
Sa patronne est sainte Rita.